# Dany Morin
Dany Morin (sinh ngày 19 tháng 12 năm 1985) là một doanh nhân người Canada và cựu chính trị gia, từng phục vụ tại Hạ viện Canada từ năm 2011 đến 2015. Ông đại diện cho khu vực bầu cử của Chicoutimi—Le Fjord với tư cách là thành viên của Đảng Dân chủ Mới.
Một chiropractor, ông là một trong năm ứng cử viên đồng tính công khai được bầu vào Quốc hội trong cuộc bầu cử năm 2011. Ông từng là nhà phê bình liên kết của NDP cho các vấn đề đồng tính nữ, đồng tính nam, song tính, chuyển giới và chuyển đổi giới tính, cùng với nhà phê bình chính Randall Garrison.
Morin đã bị đánh bại trong cuộc bầu cử năm 2015 bởi Tự do Denis Lemieux. Sau thất bại trong cuộc bầu cử, ông đã ra mắt Monsieur Fulgence, một dự án thương mại điện tử nhằm quảng bá cho các nghệ nhân và thợ thủ công địa phương từ vùng Saguenay–Lac-Saint-Jean.